# Palaeomystella chalcopeda
Palaeomystella chalcopeda is een vlinder uit de familie wilgenroosjesmotten (Momphidae). De wetenschappelijke naam van de soort is, als Palaeomystis chalcopeda, voor het eerst geldig gepubliceerd in 1931 door Edward Meyrick, als de enige soort in het geslacht. De geslachtsnaam Palaeomystis was in 1894 al door William Warren vergeven voor een geslacht van spanners (Geometridae). Voor de systematische positie, zie het artikel over het geslacht.
De soort komt voor in Brazilië.